# Pat Dupré
Pat Dupré (Liège, 16 de Setembro de 1954) foi um jogador profissional de ténis norte-americano nascido na Bélgica. Ganhou um título ATP Tour em individuais durante a sua carreira.